# Eleonore Koch
Eleonore Koch, auch Lore Koch, (* 2. April 1926 in Berlin; † 1. August 2018 in São Paulo) war eine deutschbrasilianische Malerin und Bildhauerin.

## Leben
Koch war die jüngere zweier Töchter des Rechtsanwalts Ernst Koch und der Psychoanalytikerin Adelheid Koch. Nach Hitlers Machtübernahme emigrierte die Familie Koch 1936 nach Brasilien und ließ sich in São Paulo nieder.
1943 trat sie siebzehnjährig in die Escola de Belas Artes de São Paulo, heute das Centro Universitário Belas Artes de São Paulo, ein, verließ diese aber bald wieder. Sie erlernte die Buchbinderei und arbeitete als Buchverkäuferin für verschiedene Buchhändler im Immigrantenmilieu wie der Livraria Nobel und der Editora e Livraria Kosmos.
Sie war an Malerei und Bildhauerei gleichermaßen interessiert und erhielt die künstlerische Ausbildung privat von Yolanda Mohalyi (1909–1978), Elisabeth Nobiling (1902–1975), dem Mitbegründer der abstrakten Kunst in Brasilien Samson Flexor (1907–1971) und ab 1947 von Bruno Giorgi (1905–1993). 1949 reiste sie nach Paris und besuchte dort die Ateliers des Malers Árpád Szenes und des Bildhauers Robert Coutin (1891–1965), wo sie ihre Studien fortsetzte. 1952 kehrte sie nach São Paulo zurück und arbeitete zunächst als Assistenz-Bühnenbildnerin für den ersten brasilianischen Fernsehsender Rede Tupi.
Durch Vermittlung von Geraldo de Barros (1923–1998) arbeitete sie als Sekretärin für Mário Schenberg, zu der Zeit auch als Kunstkenner bekannt, und César Lattes an der Universidade de São Paulo (USP). An der USP arbeitete sie von 1952 bis in die 1960er Jahre im Dokumentationsdienst der Universität und kümmerte sich um die Fotografien der Biennalen und des brasilianischen Barocks. Durch ihre Mutter wurde sie mit dem Kunstkritiker, -sammler und Psychoanalytiker Theon Spanudis (1915–1985) bekannt, der sie dem Maler Alfredo Volpi (1896–1988) vorstellte, dessen Schülerin sie wurde. Volpi hatte einen großen Einfluss auf seine einzige Schülerin, sie zeigte eine von Kunstkritikern in Brasilien noch wenig erforschte Richtung. Auf den ersten Blick finden sich in ihren Arbeiten Ähnlichkeiten mit der italienischen Pittura metafisica. Der Kritiker Theon Spanudis identifizierte eine gewisse Sakralisierung in der Darstellung von Objekten. Diese „durchbohren“ durch feste Linien die Farbebenen der Landschaften und Stillleben und distanzieren sich so von den Figuren eines Giorgio De Chirico. Koch folgte nicht dem Werdegang der Figuration hin zur Abstraktion, die die hier einflussnehmenden Künstler charakterisiert.
1966 kam sie erneut nach Europa. In London fand sie nach einigen Absagen die Mercury Gallery, die sie im gleichen Jahr ausstellte, und ließ sich 1968 für die nächsten zwei Jahrzehnte in London nieder. Sie hatte dort den wohlhabenden Kunstsammler Alistair McAlpine getroffen, der sie sieben Jahre lang als Sponsor unterstützte. Zum zusätzlichen Erwerb wurde sie 1976 Dolmetscherin des Portugiesischen für den Scotland Yard. 1989 kehrt sie nach Brasilien zurück, in ihrer Malerei wandte sie sich wieder verstärkt den Landschaften und den Farben zu.
Ihre Ausstellungstätigkeit begann 1948 beim 54. Salão Nacional de Belas Artes in Rio de Janeiro. Nachdem sie sich einige Male vergebens um die Teilnahme an der Biennale von São Paulo beworben hatte, wurde sie erstmals dort 1959 ausgestellt, insgesamt fünfmal bis zur 9. Biennale 1967. 1979 wurde sie bei der Ausstellung der Kunstsammlung des Theon Spanudis im Museu de Arte Contemporânea da Universidade de São Paulo (MAC/USP) mitausgestellt, veranstaltet in Erinnerung seiner Schenkungen an das Museum.
Beachtung fand sie mehr in Künstlerkreisen als „Künstler der Künstler“, weniger beim großen Publikum, trotz fünfmaliger Biennale-Teilnahme. Eine größere Aufmerksamkeit erfuhr sie in den letzten Jahren durch den Verleger Charles Cosac, der 2013 eine illustrierte Monographie mit Texten des Kunstkritikers Paulo Venancio Filho im Verlag Cosac Naify herausbrachte.
Sie verstarb am 1. August 2018 92-jährig in São Paulo.

## Ausstellungen
- 1948: 54. Salão Nacional de Belas Artes, Rio de Janeiro
- 1948: Gruppenausstellung, Galeria Domus, São Paulo
- 1952: Eleonore Koch, Galeria Ambiente, São Paulo
- 1952: 2. Salão Paulista de Arte Moderna, São Paulo

bis
- 1956: 5. Salão Paulista de Arte Moderna, São Paulo
- 1956: Eleonore Koch, Museu de Arte Moderna de São Paulo (MAM/SP)
- 1957: 6. Salão Paulista de Arte Moderna, São Paulo

und
- 1958: 7. Salão Paulista de Arte Moderna, São Paulo
- 1959: 5. Bienal Internacional de São Paulo
- 1960: Eleonore Koch, Petite Galerie, Rio de Janeiro
- 1960: Eleonore Koch, Galeria São Luís, São Paulo
- 1961: 10. Salão Nacional de Arte Moderna, Rio de Janeiro
- 1961: 6. Bienal Internacional de São Paulo
- 1962: Seleção de Obras de Arte Brasileira da Coleção Ernesto Wolf, Museu de Arte Moderna de São Paulo (MAM/SP)
- 1963: 7. Bienal Internacional de São Paulo
- 1964: Eleonore Koch, Seta Galeria de Arte, São Paulo
- 1965: Exposição do acervo da Galeria Goeldi, Galeria Goeldi, Rio de Janeiro
- 1965: 8. Bienal Internacional de São Paulo
- 1966: Gruppenausstellung, Mercury Gallery, London
- 1967: 9. Bienal Internacional de São Paulo
- 1968: Gruppenausstellung, Redmark Gallery, London
- 1978: Construtivistas e Figurativos da Coleção Theon Spanudis, Centro de Artes Porto Seguro, São Paulo
- 1979/80: Coleção Theon Spanudis, Museu de Arte Contemporânea da Universidade de São Paulo
- 1981: Arte Transcendente, Museu de Arte Moderna de São Paulo (MAM/SP)
- 1982: Arteder 82: Feria de Arte Contemporáneo, Bilbao, Spanien
- 1986: Volpi Permanência e Matriz: 7 artistas de São Paulo, São Paulo und Galeria Montesanti, Rio de Janeiro
- 1999: 6. Salão de Artes e Antiguidades, São Paulo
- 2003: Natureza Morta, Gruppenausstellung, São Paulo
- 2009: Eleonore Koch, Centro Universitário Maria Antonia, São Paulo
- 2010: Paisagem Incompleta: projeto de uma nova paisagem, Gruppenausstellung, Fundação Clóvis Salgado, Palácio das Artes, Belo Horizonte
- 2011: Modernismos no Brasil, Museu de Arte Contemporânea da Universidade de São Paulo
- 2013: 30 X Bienal: Transformações na Arte Brasileira da 1ª à 30ª edição, Fundação Bienal, São Paulo
- 2018: Mínimo, múltiplo, comum, Estação Pinacoteca, Pinacoteca do Estado de São Paulo, Gruppenausstellung zusammen mit Amadeo Lorenzato (1900–1995), Chen Kong Fang (1931–2012), Marina Rheingantz (* 1983), Patricia Leite (* 1955) und Vânia Mignone (* 1967)